# Monodiella
Genre
Classification phylogénétique
Monodiella est un genre monospécifique de Gentianacée nommé en hommage à Théodore Monod. Ce genre a été créé pour contenir une espèce récoltée par Théodore Monod, le 18 mars 1940 en Libye au nord du Tibesti (à la frontière entre la Libye et le Tchad).

## Espèces
- Monodiella flexuosa déplacé depuis dans le genre Centaurium sous le nom Centaurium flexuosum (Maire) Lebrun & Marais